# Заменгоф, Софья Лазаревна
Софья Лазаревна Заменгоф (пол. Zofia Zamenhof, 13 декабря 1889, Ковно — август-сентябрь 1942, концлагерь Треблинка) — польский врач-педиатр, дочь Клары и Лазаря Заменгофов.

## Биография
В 1907—1913 годах Софья изучала врачебное дело в Лозаннском университете, в 1914 году прошла государственную аттестацию в Санкт-Петербурге. Специализировалась на педиатрии и внутренних заболеваниях. Работала в Лебединском госпитале, затем с 1922 года в Варшаве. Во время Второй Мировой была депортирована в Варшавское гетто. Продолжала медицинскую практику в условиях нацистской оккупации, пока не была арестована и отправлена в концлагерь Треблинка, где и была убита, скорее всего, в газовой камере.
Её именная могила (памятная доска рядом с могилой Клары Заменгоф) находится на еврейском кладбище Варшавы.
В Польше существует «Фонд имени Софьи Заменгоф», который декларирует своей целью пропаганду «идеи свободы, принципов демократии, культурного разнообразия и толерантности».

### Семья
Кроме Софьи, у Людвика и Клары было ещё двое детей, также погибших в ходе Холокоста:
- Адам — врач-окулист (1888—1940), убит в Пальмирах[9].
- Лидия — писательница и переводчица (1904-1942), убита в Треблинке[10].